# 120375 Kugel
120375 Kugel è un asteroide della fascia principale. Scoperto nel 2005, presenta un'orbita caratterizzata da un semiasse maggiore pari a 2,3180108 au e da un'eccentricità di 0,2202937, inclinata di 2,75952° rispetto all'eclittica.
L'asteroide è dedicato all'astronomo francese François Kugel.